# Mathias Autret
Mathias Autret (Morlaix, 1 de marzo de 1991) es un futbolista francés que juega como centrocampista en el Saint-Pierre Milizac del Championnat National 3 de Francia. Ha representado a su país en la selección sub-19 en dos ocasiones.

## Trayectoria
Autret se formó en el Stade Brestois, donde en la temporada 2009-10 obtuvo el ascenso a la primera división. En 2010 se trasladó al F. C. Lorient y firmó su primer contrato profesional. En 2013 fue transferido en calidad de cedido al S. M. Caen por una temporada. En 2015 firmó por dos años con el R. C. Lens. En 2017 regresó al Stade Brestois. Tras finalizar su contrato con el conjunto bretón, el 29 de junio de 2020 firmó con el A. J. Auxerre por tres temporadas. Pasado ese tiempo volvió al S. M. Caen. Finalizó esta etapa en el club a mediados de 2025 y se unió al Saint-Pierre Milizac.

## Estadísticas
La siguiente tabla detalla los encuentros disputados y los goles marcados por Autret en los clubes en los que ha militado.
| Stade Brestois Francia                                                                                         |                     |     |    |    |    |   |   |   |   |    |     |    |    |
| 2009-10 | 11                  | 3   | 1  | 4  | 1  | 0 | 0 | 0 | 0 | 16 | 4   | 1  |    |
| Total | 11                  | 3   | 1  | 4  | 1  | 0 | 0 | 0 | 0 | 16 | 4   | 1  |    |
| F. C. Lorient Francia                                                                                          |                     |     |    |    |    |   |   |   |   |    |     |    |    |
| 2010-11 | 7                   | 0   | 1  | 2  | 1  | 0 | 0 | 0 | 0 | 9  | 1   | 1  |    |
| 2011-12 | 27                  | 2   | 0  | 3  | 0  | 0 | 0 | 0 | 0 | 30 | 2   | 0  |    |
| 2012-13 | 19                  | 0   | 2  | 4  | 1  | 0 | 0 | 0 | 0 | 23 | 1   | 2  |    |
| Total | 53                  | 2   | 3  | 9  | 2  | 0 | 0 | 0 | 0 | 62 | 4   | 3  |    |
| S. M. Caen Francia                                                                                             |                     |     |    |    |    |   |   |   |   |    |     |    |    |
| 2013-14 | 30                  | 5   | 3  | 5  | 1  | 0 | 0 | 0 | 0 | 35 | 6   | 3  |    |
| Total | 30                  | 5   | 3  | 5  | 1  | 0 | 0 | 0 | 0 | 35 | 6   | 3  |    |
| F. C. Lorient Francia                                                                                          |                     |     |    |    |    |   |   |   |   |    |     |    |    |
| 2014-15 | 7                   | 1   | 0  | 2  | 0  | 0 | 0 | 0 | 0 | 9  | 1   | 0  |    |
| Total | 7                   | 1   | 0  | 2  | 0  | 0 | 0 | 0 | 0 | 9  | 1   | 0  |    |
| R. C. Lens Francia                                                                                             |                     |     |    |    |    |   |   |   |   |    |     |    |    |
| 2015-16 | 38                  | 5   | 3  | 2  | 0  | 0 | 0 | 0 | 0 | 40 | 5   | 3  |    |
| 2016-17 | 32                  | 2   | 1  | 5  | 0  | 0 | 0 | 0 | 0 | 37 | 2   | 1  |    |
| Total | 70                  | 7   | 4  | 7  | 0  | 0 | 0 | 0 | 0 | 77 | 7   | 4  |    |
| Stade Brestois Francia                                                                                         |                     |     |    |    |    |   |   |   |   |    |     |    |    |
| 2017-18 | 33                  | 3   | 5  | 3  | 1  | 0 | 0 | 0 | 0 | 36 | 4   | 5  |    |
| 2018-19 | 29                  | 7   | 4  | 3  | 2  | 3 | 0 | 0 | 0 | 32 | 9   | 7  |    |
| Total | 62                  | 10  | 9  | 6  | 3  | 3 | 0 | 0 | 0 | 68 | 13  | 12 |    |
| Total en su carrera                                                                                            | Total en su carrera | 233 | 28 | 20 | 33 | 7 | 3 | 0 | 0 | 0  | 266 | 35 | 23 |
| (1) Incluye datos de Copa de Francia y Copa de la Liga de Francia. (2) No incluye goles en partidos amistosos. |                     |     |    |    |    |   |   |   |   |    |     |    |    |